# Andrés de Bofarull y Brocá
Andrés de Bofarull y Brocá (Reus, 1811-Reus, 1882) fue un archivero, historiador y cronista español.

## Biografía
Nacido según Elías de Molins en 1811 en Reus, siguió la carrera de abogado en la Universidad de Cervera. Fue secretario de la Junta de Beneficencia y archivero del municipio de Reus, además de individuo de mérito de la Sociedad arqueológica tarraconense. Se dedicó a los estudios históricos y ordenó y clasificó el archivo que tenía a su cargo. Fundó el periódico teatral El Juglar, primera publicación de entreactos que, según Elías de Molins, habría visto la luz pública en Cataluña. También fundó el Diario de Avisos y Noticias, cuyo primer número salió el 1 de noviembre de 1844, y el Diario de Reus en 1859. En colaboración de Juan F. Albiñana escribió y publicó la obra Tarragona monumental. Falleció en octubre de 1882 en su localidad natal, Reus.

## Obras
- Anales históricos de Reus, desde su fundación hasta nuestros días (1845-1846, dos volúmenes). Reus: Impr. de P. Saba.[1][nota 1]
- Poblet, su origen, fundación, belleza, curiosidades, recuerdos históricos y destrucción (1848). Tarragona: Est. tipo. de A. Boix.[1]
- Reus en el bolsillo, ó sean sus costumbres más antiguas y modernas, fiestas políticas, religiosas y domésticas, antiguallas y efemérides. (1851). Reus.[1]
- Guía de Reus (1856)[1]
- «D. Jaime el Conquistador» (1856). Reus.[1]